# Moldmax
Le Moldmax est un alliage de cuivre utilisé pour la fabrication de moules pour matières plastiques, mis au point à la fin des années 1980.
Il existe plusieurs variantes de cette marque déposée développée par la société Brush Welman Inc., un industriel de Cleveland spécialisé dans la métallurgie du béryllium et désormais intégré dans le groupe Materion (en) :
- Moldmax HH et Moldmax LH, contenant 1,6 à 2% de béryllium, sont des alliages à haute résistance, présentant une bonne tenue à l'usure et à la corrosion. D'une dureté Rockwell comprise entre 36 et 42, ils sont destinés aux pièces d'usure de moules d'injection ou de soufflage.
- Moldmax XL est un alliage de cuivre, nickel et étain à haute résistance et offrant une conductivité thermique élevée. Il est utilisé pour des moules ou des inserts de moule de soufflage ou d'injection.

Une capacité à supporter 500 000 cycles d'utilisation a été démontrée.